# Petr (Letopisy Narnie)
Petr Pevensie je fiktivní postava z Letopisů Narnie, nejstarší z rodiny Pevensiových. Jako Velký král Petr vystupuje v knihách Lev, čarodějnice a skříň, Kůň a jeho chlapec, Princ Kaspian a Poslední bitva.
Ve filmovém zpracování jej hraje William Moseley.

## Charakteristika
Petr je britský teenager, který se snaží vést své sourozence. Protože je nejstarší, vystupuje jako vůdce a ochránce ostatních. Často se snaží ukáznit svého bratra Edmunda. 

## Příběh

### Lev, čarodějnice a skříň
Petr zpočátku Lucince nevěří, že našla vchod do jiného světa. Když se do Narnie dostanou všichni čtyři společně a Edmund zběhne k Bílé čarodějnici, Petr vede ostatní k Aslanovi, aby jej požádal o pomoc pro Edmunda. Cestou dostane od Otce Vánoc meč a štít. Když v Aslanově táboře zabije vlka, který chtěl sežrat jeho sestry, Aslan jej pasuje na "Rytíře Petra Vlkobijce". 
Aslan mu dá instrukce ohledně nadcházející bitvy a pak se odejde obětovat za Edmunda. Petr se postaví do čela Aslanova vojska a velí v bitvě proti silnější armádě Bílé čarodějnice. Porážce zabrání jen včasný příchod Aslana s posilami.
Poté Aslan korunuje Petra s jeho sourozenci za krále a královny Narnie. Ti v Narnii dospějí a stráví tam mnoho let, než se vrátí zpět do Anglie, kde jsou zase dětmi.
Na konci tohoto příběhu je z něj Nejvyšší vládce Petr Vznešený, Vlkobijec, Velkolepý rytíř vznešeného Lvího řádu, pán Cair Paravelu a císař Osamělých ostrovů.

### Kůň a jeho chlapec
Děj se odehrává v době, kdy Petr jako dospělý vládl v Narnii v knize Lev, čarodějnice a skříň. Petr je zmíněn jen okrajově; bojuje s obry na severu, zatímco Edmund s Lucinkou spěchají na pomoc napadenému království Archenlandu.

### Princ Kaspian
Rok po návratu z Narnie v knize Lev, čarodějnice a skříň jsou všichni čtyři sourozenci opět přeneseni do Narnie, kde mezitím uplynulo mnoho staletí. Setkávají se s trpaslíkem Dýnilem, který jim vysvětlit, že uzurpátor Miraz se pokusil zabít svého synovce, právoplatného budoucího krále Kaspiana X., aby se králem jednou stal Mirazův syn.
Pevensieovi se vydávají na pomoc Kaspianovi. Cestou zabloudí, ale zjeví se jim Aslan a nařídí Petrovi, Edmundovi a Dýnilovi, aby vyrazili ke Kaspianovu ležení u Kamenného stolu. Tam se dozvědí, že proti nim pochoduje Mirazova armáda. Petr zvolí zdržovací taktiku a vyzve Miraze na šermířský duel. Sice vyhraje, ale Mirazova armáda přesto zaútočí. V tom se objeví Aslan s probuzenými stromy a Mirazovu armádu porazí.